# Paco Alcácer
Francisco „Paco“ Alcácer García (* 30. August 1993 in Torrent) ist ein spanischer Fußballspieler. Der Stürmer steht in den Vereinigten Arabischen Emiraten beim Sharjah FC unter Vertrag und war A-Nationalspieler.

## Karriere

### Im Verein

#### Vereine in Spanien
Alcácer begann seine Karriere in seiner Heimatstadt beim CD Monte-Sión Torrent und beim Torrent CF, von wo er im Sommer 2005 in die Jugendabteilung des FC Valencia wechselte. Dort kam er nach seiner Ausbildung am 14. Januar 2012 zu seinem ersten Einsatz in der Primera División, als er bei der 0:1-Heimniederlage gegen Real Sociedad San Sebastián in der 71. Minute eingewechselt wurde. Für die Saison 2012/13 wurde er an den FC Getafe verliehen.
Im August 2016 wechselte Alcácer nach 93 Ligaeinsätzen (30 Treffer) für Valencia zum amtierenden Meister FC Barcelona, bei dem er einen Fünfjahresvertrag erhielt. Mit den Katalanen wurde er einmal spanischer Meister, gewann zweimal den spanischen Pokal und einmal den nationalen Supercup. Sein Treffer im Pokal-Endspiel am 21. Mai 2017 gegen Deportivo Alavés zum 3:1-Endstand war das letzte Tor, das in Madrids Stadion Vicente Calderón erzielt wurde.
Wie schon beim FC Valencia war die Konkurrenz groß, und der Stürmer konnte sich nie zum Stammspieler entwickeln.

#### Borussia Dortmund
Ende August 2018 wechselte Alcácer für zunächst zwei Millionen Euro bis zum Ende der Saison 2018/19 auf Leihbasis in die Bundesliga zu Borussia Dortmund. Der BVB hatte eine Kaufoption in Höhe von 23 Millionen Euro, die sich durch Bonuszahlungen um fünf Millionen Euro hätte erhöhen können und Alcácer bis zum 30. Juni 2023 an Borussia Dortmund gebunden hätte. Am 1. Februar 2019 aktivierte Borussia Dortmund die Option, nachdem man dies bereits im November 2018 angekündigt hatte.
Bei seinem Ligadebüt für Dortmund am 14. September 2018, dem 3. Spieltag, traf Alcácer beim Heimsieg gegen Eintracht Frankfurt nach seiner Einwechslung für Maximilian Philipp zum 3:1-Endstand in der 88. Spielminute. Am 7. Spieltag wurde Alcácer im Heimspiel gegen den FC Augsburg in der 60. Minute beim Stand von 0:1 eingewechselt und erzielte drei Tore, darunter einen Treffer per Freistoß in der Nachspielzeit zum 4:3-Endstand. Alcácer brach zudem einen alten Bundesliga-Rekord: Er erzielte sechs Tore nach nur drei Bundesliga-Einsätzen und das mit 81 Einsatzminuten.
Im Ligaspiel gegen den 1. FSV Mainz 05 am 24. November 2018 stellte Alcácer mit seinem zwischenzeitlichen 1:0-Führungstreffer zwei weitere Bundesligarekorde sowohl mit seinem achten „Jokertor“ als auch mit seinem neunten Ligatreffer nach bereits 237 Einsatzminuten ein. Der bisherige Rekordhalter Gert „Charly“ Dörfel hatte mit neun Toren nach 565 Minuten seit der Premierensaison der Bundesliga diese Bestmarke gehalten.
Im August 2019 gewann Alcácer seinen ersten Titel mit dem Verein, als der Doublesieger der Vorsaison, der FC Bayern München, mit 2:0 im DFL-Supercup besiegt wurde. Im weiteren Saisonverlauf fiel der Spanier immer wieder durch kleinere Verletzungen aus und konnte nicht an seine Leistungen aus der Vorsaison anknüpfen. Zur Rückrunde verpflichtete der BVB mit Erling Haaland einen direkten Konkurrenten im Sturmzentrum.

#### Rückkehr nach Spanien und Wechsel in die Emirate
Ende Januar 2020 kehrte der Angreifer nach Spanien zurück und unterschrieb einen bis Juni 2025 gültigen Vertrag in der Primera División beim FC Villarreal, zu dessen bis dahin teuerstem Transfer er wurde. Bis zum 34. Spieltag wurde der Stürmer in jedem Ligaspiel eingesetzt, meistens von Beginn an, und wirkte mit fünf Scorerpunkten am Erreichen des 5. Platzes, der zur Teilnahme an der Europa-League-Gruppenphase berechtigte, mit. In dieser gelang Alcácer gleich in den ersten beiden Partien jeweils ein „Doppelpack“, in der Zwischenrunde erzielte er den Siegtreffer gegen RB Salzburg. Im Endspiel, das man schließlich im Elfmeterschießen gegen Manchester United gewann, wurde der Spanier noch vor der Halbzeitpause ausgewechselt. In der Liga verdiente sich der Angreifer in den ersten neun Spielen sieben Scorerpunkte, fiel aber dann verletzungsbedingt bis Ende Januar 2021 aus. Hinter dem ebenfalls in der Nationalmannschaft aktiven Gerard Moreno, der 30 Tore schoss und elfmal assistiert hatte, war Alcácer der zweiteffektivste Offensivspieler Villarreals. Große Teile der Spielzeit 2021/22 verpasste der Stürmer aufgrund einer Muskelverletzung und in Folge von Nichtberücksichtigung, da ihm neben Moreno auch die Neuzugänge Boulaye Dia und Arnaut Danjuma vorgezogen wurden. Schlussendlich absolvierte Alcácer 23 Saisonspiele, schoss fünf Tore und bereitete fünf weitere vor, allein fünf Scorerpunkte verdiente er sich aber im Landespokal gegen niederklassigere Gegner.
Im ersten Spiel der Saison 2022/23 stand der Spanier nicht im Spieltagskader und sollte dann in die UAE Pro League an deren amtierenden Vizemeister Sharjah FC verliehen werden. Dieser annullierte jedoch den Leihvertrag einen Tag nach der Vermeldung des Transfers einseitig, woraufhin Alcácer zunächst in Spanien verblieb. Wiederum wenige Tage später löste Villarreal den Vertrag mit Alcácer auf und der Spanier wechselte fest in die Vereinigten Arabischen Emirate zum Sharjah FC. Mit dem Team vom persischen Golf gewann Alcácer als bester Scorer (19 Punkte) sowohl den Landes- wie auch den Ligapokal. In beiden Endspielen wurde der al Ain FC besiegt. Im September 2023 wechselte der Spanier auf Leihbasis zum Erstligaaufsteiger Emirates Club. Für diesen bestritt er 22 Ligaspiele und schoss acht Tore. Am Ende der Saison 2023/24 belegte er mit dem Verein den vorletzten Tabellenplatz und musste mit ihm in die zweite Liga absteigen. Anschließend kehrte Alcácer wieder zu Sharjah zurück.

### In der Nationalmannschaft
Alcácer nahm mit der spanischen U17-Nationalmannschaft an der U17-Europameisterschaft 2010 teil, bei der er das Finale erreichte und Torschützenkönig wurde. Bei der U19-Europameisterschaft 2011 und der U19-Europameisterschaft 2012 gewann er jeweils mit Spanien den Titel.
Am 29. August 2014 wurde Alcácer von Vicente del Bosque erstmals für die A-Nationalmannschaft nominiert. Bei der 0:1-Niederlage gegen Frankreich am 4. September 2014 debütierte er dann auch für Spanien, als er in der 67. Spielminute für Diego Costa eingewechselt wurde. Sein erstes A-Länderspieltor erzielte er in der darauffolgenden Partie am 8. September 2014 beim 5:1-Sieg gegen Mazedonien. In der Qualifikation für die Europameisterschaft 2016 in Frankreich war er bester spanischer Torschütze. Für das Turnier selbst wurde er nicht für den spanischen Kader nominiert, ebenso wenig für die WM 2018.
Zur Qualifikation zur EM 2021, die Spanien ungeschlagen absolvierte, konnte Alcácer drei Tore in vier Spielen beisteuern. Für die Endrunde wurde er letztendlich aber nicht berücksichtigt.

## Erfolge
FC Barcelona
- Spanischer Meister: 2018
- Spanischer Pokalsieger: 2017, 2018
- Spanischer Supercupsieger: 2018

Borussia Dortmund
- DFL-Supercupsieger: 2019

FC Villarreal
- Europa-Leaguesieger: 2021

Nationalmannschaft
- U17-Vize-Europameister: 2010
- U19-Europameister: 2011, 2012